# Andreas Kuffner (militar)
Andreas Kuffner (Munique, 30 de Maio de 1918 - 30 de Abril de 1945, Morto em combate) foi um piloto alemão da Luftwaffe durante a Segunda Guerra Mundial. Voou quase 1000 missões de combate, nas quais destruiu mais de 60 tanques inimigos.
Kuffner entrou na Luftwaffe em 1937 e foi colocado numa bateria antiaérea. Em 1941 começa a receber treino de voo e é transferido para a I./StG 2 como piloto, sendo enviado para o norte da Rússia, em plena operação Barbarossa. Tendo completado a sua missão n.º 200, foi agraciado com o Troféu de Honra da Luftwaffe, em Abril de 1942. Em Julho, é promovido a Oberleutnant e, em Setembro, é condecorado com a Cruz Germânica. No dia 16 de Abril de 1943 é condecorado com a Cruz de Cavaleiro da Cruz de Ferro. Já com o posto de Hauptmann, abateu o seu 50º tanque inimigo no dia 22 de Outubro de 1944, e em Dezembro é condecorado com a Cruz de Cavaleiro da Cruz de Ferro com Folhas de Carvalho. No dia 30 de Abril de 1945, enquanto tentava aterrar num aeródromo em Sülte, perto de Schwein, foi abatido por caças da Real Força Aérea, falecendo em combate.